# Подлёдный лов
«Подлёдный лов» — российский короткометражный рисованный мультфильм 1994 года. По стихотворению Григория Кружкова.
Первый из трёх сюжетов мультипликационного альманаха «Весёлая карусель» № 27. В 1996 году вошёл в мультфильм-сборник «Тройная уха».

## Сюжет
Мультфильм про умелого рыбака Вову и хитрого окуня Лёву.
Отрывок из стихотворения:

Вот выходит на пруд школьник Вова.

Вова — мастер подлёдного лова.

Он пешнёй твердый лёд прорубает,

Манной кашей крючок наживляет,

Прямо в лунку наживку бросает:

Вот так ловко!

Вот так Вовка!
Но живёт в том пруду окунь Лёва.

Лёва — мастер подводного клёва.

Тихо-тихо к крючку подплывает,

Кашу манную всю объедает,

Но на удочку не попадает.

Вот так ловко!

Вот так Лёвка!

## Съёмочная группа
| Автор сценария, Кинорежиссёр и Художник-постановщик | Татьяна Ильина   |
| Аниматор                                            | Галина Зеброва   |
| Текст читает                                        | Вячеслав Богачёв |

## Музыка
- Муслим Магомаев — «Вдоль по Питерской»; (нет в титрах)
- Группа «Iron Maiden» — «Where Eagles Dare»; (нет в титрах)